# 美しき仕事
『美しき仕事』（うつくしきしごと、Beau Travail）は、クレール・ドゥニ監督による1999年のフランス映画である。

## あらすじ
かつてアフリカのジブチにて外人部隊の上級曹長だったガルーは、マルセイユの自宅にて回想録を執筆している。彼はジブチに赴任していたころを振り返る。
灼熱の荒野の中で訓練にいそしむ日々――。ガルーは当時自身の上官であったフォレスティエに対して憧れ以上の特別な感情を抱いていた。ある日、部隊にサンタンという新兵がやってくる。魅力的な性格で他の兵士たちから好かれていくサンタンに対して、ガルーは徐々に嫉妬を燃やし、彼の破滅を願うようになる。

## キャスト
- ガルー：ドゥニ・ラヴァン
- ブリュノ・フォレスティエ：ミシェル・シュボール
- サンタン：グレゴワール・コラン

## 評価
イギリスの「Sight & Sound」誌が2022年に発表した「史上最高の映画」では、本作は7位にランクインしている。

## 備考
- ミシェル・シュボールが演じた「ブリュノ・フォレスティエ」という役名は、彼が『小さな兵隊』（ジャン＝リュック・ゴダール監督）の中で演じた役柄に由来する。